# Степанов Анатолій Олександрович
Анатолій Олександрович Степанов (рос. Анатолий Александрович Степанов; 23 червня 1982, м. Москва, СРСР) — російський хокеїст, правий нападник. Майстер спорту.
Брат: Олександр Степанов.

## Ігрова кар'єра
Виступав за «Молот-Прикам'є» (Перм), «Німан» (Гродно), «Нафтовик» (Альметьєвськ), «Енергія» (Кемерово), «Автомобіліст» (Єкатеринбург), «Казахмис» (Сатпаєв), «Торос» (Нефтекамськ), «Алмати», «Дмитров», «Буран» (Воронеж), «Сокіл» (Красноярськ).

## Тренерська кар'єра
По завершенні кар'єри гравця — тренер, зокрема був асистентом головного тренера красноярського «Сокола». З сезону 2019/20 асистент головного тренера «Лада» (Тольятті).

## Досягнення
- Чемпіон ВХЛ (2012).